# 스기야마 류이치
스기야마 류이치(일본어: 杉山 隆一, 1941년 7월 4일 ~ )는 일본의 전 축구 선수이자 전 축구 지도자로 현역 시절 포지션은 공격수였으며 1966년 아시안 게임 동메달리스트이자 1968년 하계 올림픽 동메달리스트이다.

## 선수 시절

### 클럽
1941년 7월 4일 일본 시즈오카현에서 태어나 시즈오카 현립 시미즈 히가시 고등학교, 메이지 대학을 졸업한 뒤 1966년 우라와 레즈에 입단하여 1973년 은퇴할 때까지 7년간 한팀에서만 활약하며 리그 2회 우승(1969년, 1973년) 및 2회 연속 리그 준우승(1970년, 1971년), 천황배 2회 우승 및 2회 준우승을 이끌었고 1966년부터 1973년까지 8시즌 연속 일본 사커 리그 베스트 11, 3번의 어시스트왕을 수상했으며 일본 축구 올해의 선수상에도 3번 선정되었다.

### 국가대표팀
청소년 대표팀 시절 AFC U-20 아시안컵 2회 연속 3위(1959, 1960)의 성과를 낸 뒤 메이지 대학 2학년이던 1961년 말레이시아와의 친선 경기에서 국제 A매치 데뷔전을 치렀으며 1963년 8월 말레이시아와의 메르데카 국제축구대회에서 A매치 데뷔골을 신고했다. 
이후 자국에서 열린 1964년 하계 올림픽과 멕시코 시티에서 열린 1968년 하계 올림픽에 출전하여 2대회 통산 9경기 7골을 터뜨리며 1968년 대회 동메달이라는 일본 축구 역사상 올림픽 첫 메달 획득에 기여했으며 아시안 게임에도 3회 연속(1962, 1966, 1970) 출전하여 1951년 초대 대회 이후 15년만의 아시안 게임 동메달 획득(1966년 아시안 게임)에도 일조했다.
그리고 대한민국과의 1972년 하계 올림픽 아시아 지역 예선 A조 4차전을 마친 뒤 대표팀 은퇴를 선언했으며 2018년 일본 축구 대표팀은 일본 축구 명예의 전당에 헌액되었다.

## 지도자 시절
은퇴 이후 1974년 주빌로 이와타의 감독으로 전격 부임한 후 1987년까지 13년동안 팀을 이끌며 일본 지역 리그 2회 연속 우승, 1982년 천황배 우승, 1982년 일본 사커 2부 리그 우승 등의 성과를 거두었으며 2005년 가마모토 구니시게와 함께 일본 축구 명예의 전당에 헌액되었다.

## 통계
| 일본 | 일본 | 일본 |
| 연도 | 출전 | 득점 |
| ---- | ---- | ---- |
| 1961 | 3    | 0    |
| 1962 | 6    | 0    |
| 1963 | 5    | 1    |
| 1964 | 2    | 1    |
| 1965 | 4    | 3    |
| 1966 | 6    | 2    |
| 1967 | 5    | 4    |
| 1968 | 4    | 1    |
| 1969 | 4    | 0    |
| 1970 | 11   | 1    |
| 1971 | 6    | 2    |
| 통산 | 56   | 15   |